# America (Gianna Nannini)
America è un singolo della cantautrice italiana Gianna Nannini, pubblicato nel 1979 come primo estratto dall'album California, dello stesso anno.

## Descrizione
America venne scritta dalla Nannini insieme a Mauro Paoluzzi e, fuori dai crediti ufficiali, Roberto Vecchioni; ed è stata prodotta da Michelangelo Romano.
America fu il primo successo della Nannini, riuscendo ad arrivare alla terza posizione della classifica dei singoli più venduti. Il controverso testo della canzone, considerato un inno alla masturbazione sia maschile che femminile, contribuì notevolmente al successo del singolo. La copertina del disco (opera di Mario Convertino, autore di altre celebri copertine) raffigura la Statua della Libertà che impugna un vibratore a stelle e strisce, anziché la canonica fiaccola.
Del singolo esistono più edizioni con differenti lati B: l'edizione italiana riporta come lato B il brano California, mentre le edizioni destinate ai paesi europei riportano come lato B il brano Sognami. Il disco uscì infatti in Italia per la Dischi Ricordi in formato 7" con il lato B California, in Austria e Germania uscì in formato 7" e 12", sempre per la Ricordi, mentre nei Paesi Bassi venne pubblicato dalla CNR in formato 7" e 12". L'edizione tedesca e austriaca riporta inoltre una differente copertina, con un ritratto fotografico della cantante su cornice azzurra.

## Tracce
7" Italia
1. America – 4:20 (Gianna Nannini, Mauro Paoluzzi)
2. California – 4:16 (Gianna Nannini)

Durata totale: 8:36
7" Europa
1. America – 4:20 (Gianna Nannini, Mauro Paoluzzi)
2. Sognami – 4:01 (Gianna Nannini)

Durata totale: 8:21
12" Europa
1. America – 6:30 (Gianna Nannini, Mauro Paoluzzi)
2. Sognami – 4:01 (Gianna Nannini)

Durata totale: 10:31

## Hit Parade Italia - Classifica Singoli
| Settimana | 01 |
| --------- | -- |
| Posizione | 27 |

## Edizioni
- 1979 - America/California (Dischi Ricordi, SRL 10906, 7", Italia)
- 1979 - America/Sognami (Dischi Ricordi, 0035.047, 7", Austria)
- 1979 - America/Sognami (Dischi Ricordi, 0035.047, 7", Germania)
- 1979 - America/Sognami (CNR, 144.754, 7", Paesi Bassi)
- 1979 - America/Sognami (Dischi Ricordi, 0935.001, 12", Germania)
- 1979 - America/Sognami (CNR, 151.022, 12", Paesi Bassi)

## Cover
Milva America
- Nel 1980 la cantante Ute Berling ne ha pubblicato una cover in tedesco per la M Music/CBS intitolata Amerika.[7]
- I Fratelli di Soledad, nel 1994, hanno realizzato una cover di America, inserita nell'album Salviamo il salvabile.[7]
- Dolcenera, nel 2006, ha inserito una sua interpretazione di America, inserita nell'album Il popolo dei sogni.
- Emma, nel 2011, ha realizzato una cover di America inserita nella versione digitale dell'album Sarò libera come bonus track
- Annalisa, nell'edizione del Festival di Sanremo 2016, ha interpretato una sua versione di America nella serata dedicata alle cover.
- Nell’edizione 2023 del Festival di Sanremo viene cantata da Rosa Chemical insieme a Rose Villain nella serata dedicata alle cover.